# نیام مقعدی
نیام مقعدی (به لاتین: Anal fascia) لایه تحتانی بخش دیافراگم از نیام لگن خاصره است که هر دو سطح ماهیچه بالابرنده مقعد را می‌پوشاند. در بالا به فاسیای انسدادی در امتداد خط مبدأ لواتور آنی متصل می‌شود، در حالی که در پایین با فاسیای فوقانی دیافراگم ادراری تناسلی و با نیام روی اسفنکتر درونی مقعدی پیوسته است.
در جلو حدود ۲ سانتیمتر به پشت التصاق شرمگاهی بالای مرز پایینی آن چسبیده است.